# Pseudophysocephala platycephala
Pseudophysocephala platycephala är en tvåvingeart som först beskrevs av Friedrich Hermann Loew 1853.  Pseudophysocephala platycephala ingår i släktet Pseudophysocephala och familjen stekelflugor. Inga underarter finns listade i Catalogue of Life.